# 上原大史
上原 大史（うえはら だいし、Daishi Wehara）は、日本のシンガーソングライター、作詞家、作曲家、編曲家。
2019年よりロックバンド・WANDSの3代目ボーカルとして活動を行っている。CDデビューする前は灰原 大介（はいばら だいすけ）名義で楽曲提供やコーラス参加をするなどの活動を行っていた。

## 来歴
12歳からギターと作詞・作曲を始め、中学時代にはMTRやシーケンサーなどを使った楽曲制作に目覚める。
2018年10月12日、ライブイベント『絵と歌とダンスの競演・アートピック 琳派ROCK Part3』に参加。
2018年、歌声やパフォーマンスがWANDSのプロデューサー・長戸大幸の目に留まり、WANDSの3代目ボーカルに抜擢された。
2020年1月29日、シングル『真っ赤なLip』でCDデビュー。
2021年8月25日、新型コロナウイルス感染を公表。27日に出演を予定していた音楽イベントは出演辞退、9月に開催を予定していたライブツアーは全公演中止となった。同年9月6日、体調回復が発表された。

## 人物・エピソード
- 関西のインディーズバンドをはじめ、様々な音楽プロジェクトに参加している[5]。
- 影響を受けたアーティストとしてサイモン&ガーファンクルを挙げている[14]。
- 第1期から第3期までのWANDSは幼少の頃、兄の影響で聴いていた。3代目ボーカルに決まった時は葛藤もあったという[5]。初代ボーカル上杉昇については、「このプロジェクトで誰がいちばん大きい存在なのかというと、僕の中では今も上杉さんなんだと思うわけです。WANDSにとっては神様みたいなもので。その人の気持ちをないがしろにしてはいないか？と考えてしまうところがどうしてもあるんですよ。いつか何かのきっかけでそこをスッキリできたらいいなと思ってるんですよね。」と語っている[15]。
- WANDSの新ボーカルとしてのデビュー決定後、初代ボーカル上杉昇と2代目ボーカル和久二郎の発声を一小節ごと徹底的に研究したという。上杉についてはロックなギターサウンドに合うような尖った声、和久についてはメタルバンドのボーカルに近いハイトーンボイスと評している[16]。

## 楽曲提供・レコーディング参加

### 灰原大介名義
| アーティスト                                          | タイトル                               | 関わり        | 収録CD                                      |
| ----------------------------------------------------- | -------------------------------------- | ------------- | ------------------------------------------- |
| d-project                                             | Get U're Dream                         | 編曲          | アルバム『d-project with ZARD』             |
| dps                                                   | 一発逆転                               | 作詞 コーラス | EP『Begins with Em』                        |
| dps                                                   | 絶体絶命のヒーロー                     | 作詞 コーラス | EP『Begins with Em』                        |
| KYOTO RIMPA ROCKERS                                   | It's not all                           | ボーカル      | アルバム『琳派ROCK 日本に生まれてよかった』 |
| KYOTO RIMPA ROCKERS                                   | 陰陽おんみょうブルース                 | ボーカル      | アルバム『琳派ROCK 日本に生まれてよかった』 |
| KYOTO RIMPA ROCKERS                                   | 琳派ロックフィーバー                   | 作曲 ボーカル | アルバム『琳派ROCK 日本に生まれてよかった』 |
| KYOTO RIMPA ROCKERS                                   | 人は、何処へ行く。                     | ボーカル      | アルバム『琳派ROCK 日本に生まれてよかった』 |
| KYOTO RIMPA ROCKERS                                   | ロックンロール馬鹿                     | ボーカル      | アルバム『琳派ROCK 日本に生まれてよかった』 |
| KYOTO RIMPA ROCKERS                                   | La・La・La Love & Peace Part2          | ボーカル      | アルバム『琳派ROCK 日本に生まれてよかった』 |
| KYOTO RIMPA ROCKERS                                   | 平安の都 京都 KYOTO RIMPA ROCKERS ver. | ボーカル      | アルバム『琳派ROCK 日本に生まれてよかった』 |
| DAIGO                                                 | 世界中の誰よりきっと                   | コーラス      | アルバム『Deing』                           |
| DAIGO                                                 | もっと強く抱きしめたなら               | コーラス      | アルバム『Deing』                           |
| DAIGO                                                 | 突然                                   | コーラス      | アルバム『Deing』                           |
| DAIGO                                                 | 永遠                                   | コーラス      | アルバム『Deing』                           |
| DAIGO Guest Vocal 森友嵐士(T-BOLAN)                   | 離したくはない                         | コーラス      | アルバム『Deing』                           |
| DAIGO                                                 | 君が欲しくてたまらない                 | コーラス      | アルバム『Deing』                           |
| DAIGO Guest Vocal 大黒摩季                            | あなただけ見つめてる                   | コーラス      | アルバム『Deing』                           |
| DAIGO                                                 | 甘い Kiss Kiss                         | コーラス      | アルバム『Deing』                           |
| DAIGO Guest Vocal 池森秀一(DEEN)                      | このまま君だけを奪い去りたい           | コーラス      | アルバム『Deing』                           |
| DAIGO                                                 | Secret of my heart                     | コーラス      | アルバム『Deing』                           |
| 森友嵐士(T-BOLAN) , 大黒摩季 , 池森秀一(DEEN) & DAIGO | 果てしない夢を                         | コーラス      | アルバム『Deing』                           |
| SARD UNDERGROUND                                      | 君がいない                             | コーラス      | アルバム『ZARD Tribute』                    |
| SARD UNDERGROUND                                      | 愛は暗闇の中で                         | コーラス      | アルバム『ZARD Tribute』                    |
| SARD UNDERGROUND                                      | 揺れる想い                             | コーラス      | アルバム『ZARD Tribute』                    |
| SARD UNDERGROUND                                      | マイ フレンド                          | コーラス      | アルバム『ZARD Tribute』                    |
| SARD UNDERGROUND                                      | 突然                                   | コーラス      | アルバム『ZARD Tribute』                    |
| SARD UNDERGROUND                                      | 負けないで                             | コーラス      | アルバム『ZARD Tribute』                    |
| SARD UNDERGROUND                                      | 心を開いて                             | コーラス      | アルバム『ZARD Tribute』                    |
| SARD UNDERGROUND                                      | DAN DAN心魅かれてく                    | コーラス      | アルバム『ZARD Tribute』                    |
| SARD UNDERGROUND                                      | あの微笑みを忘れないで                 | コーラス      | アルバム『ZARD Tribute』                    |
| SARD UNDERGROUND                                      | きっと忘れない                         | コーラス      | アルバム『ZARD Tribute』                    |
| SARD UNDERGROUND                                      | Don’t you see!                         | コーラス      | アルバム『ZARD Tribute』                    |
| SARD UNDERGROUND                                      | 少女の頃に戻ったみたいに               | コーラス      | アルバム『ZARD Tribute』                    |
| SARD UNDERGROUND                                      | もう少し あと少し…                     | コーラス      | アルバム『ZARD Tribute』                    |
| SARD UNDERGROUND                                      | 永遠                                   | コーラス      | アルバム『ZARD Tribute』                    |
| 砂糖ココアとHinawa銃                                  | 知りたくなかった                       | 作曲          | アルバム『君の耳で聴いてもらえたら』        |

### 上原大史名義
| アーティスト                                                                             | タイトル           | 関わり   | 収録CD                        |
| ---------------------------------------------------------------------------------------- | ------------------ | -------- | ----------------------------- |
| 大黒摩季 featuring 生沢佑一 , 徳永暁人(doa) , 上原大史(WANDS) , Marty Friedman on Guitar | GET YOUR WAVE      | コーラス | アルバム『PHOENIX』           |
| Tak Matsumoto featuring 上原大史(WANDS)                                                  | 時の過ぎゆくままに | ボーカル | アルバム『THE HIT PARADE II』 |